# Медична екологія
Медична екологія, екологічна медицина або медицина довкілля — це комплексна наукова дисципліна, яка розглядає всі аспекти впливу довкілля на здоров'я населення з центром уваги на серцевих захворюваннях. З'явилася в Клівленді (США) в 1986 р. Включає в себе основні розділи медицини, присвячені внутрішнім хворобам, токсикології, епідеміології, біохімії, імунології, фізики, хімії, передбачає знання деяких технологій та ін.

## Історія виникнення медичної екології
Термін «медична екологія» був вперше вжитий видатним мікробіологом Рене Дюбо (1901-1982), у своїй концепції, згідно якої природні системи, якщо вивчити в повному об'ємі, призначені для багатьох із наших потреб, в тому числі і для лікування деяких захворювань.
Екологічна медицина сформувалася як новий напрямок на межі медичних дисциплін та екології в середині 70-х років ХХ століття у розвинутих країнах світу, які раніше всіх заштовхнулись із екологічними проблемами. Сьогодні вже розроблені підходи до діагностики, лікуванню та профілактики багатьох екологічнозалежних хвороб.
Документальне підтвердження опису шкідливого впливу промислових викидів на здоров'я людини, що відноситься до 1890 року «Недоліки нашого законодавства відносно шкідливиз для здоров'я заводів». До кінця ХІХ століття відносяться такі терміни, як «шкідливі для здоров'я заводи», «викиди отруйної рідини», «зараження місцевості, шляхом рознесення отруйного пилу», «протисанітарне утримання заводу». Екологічна інспекція того часу складася із лікарського інспектора, штатного фармацевта та справника. Бралися проби землі, води з річки та мул з дна. Губернськими земськими зібраннями затверджувалися «Правила порядку відкриття та утримання заводів».
Слід відзначити, що у сучасному світі вкрай великий вплив на людину здійснює місто. Тому медична екологія тісно пов"язана з екологією міста, промисловою екологією. В ХХ столітті почала зростати частка хронічних захворювань, які сьогодні переважають. До них слід віднесни онкологічні захворювання, захворювання сполучної тканини, імнунної системи, нейродегенеративні, аутоімунні захворювання, ефект хронічної втоми тощо. Причин цьому знаходять декілька:
- Накопичення в довкіллі хімічних, чужорідних сполук (досягає 4 млн тонн щорічно);
- Виснаження систем, що відповідать за знезараження токсичних сполук (людський організм в процесі еволюції виробив тільки спеціальні механізми, необхідні для знезараження (детоксикації) шкідливих факторів зовнішнього та внутрішнього середовища).

## Етимологічні фактори виникнення захворювання у людини
- харчування;
- куріння;
- інфекції;
- алкоголь;
- середовище;
- геофізичні фактори;
- промислові викиди;
- харчові добавки;
- медикаменти та медичні процедури;
- невідомі причини ~ 3 %.

## Розвиток екологічнозалежного  захворювання індукується
- пролонгованим впливом якого-небудь фактору (фізичного, хімічного, біологічного);
- його впливом на дуже малому, підпороговому рівні.

## Хронічний вплив зовнішніх факторів здатен ініціювати патологічний процес шляхом включення наступних механізмів
- декомпенсація процесів знезараження;
- враження імунної системи;
- пошкодження інших систем організму;
- безпосереднє враження органу-мішені.